# Jeanne Charlotte Saint-Aubin
Jeanne Charlotte Saint-Aubin (París, 1764 - 1850) fou una cantant dramàtica parisenca. Filla d'un comediant, començà actuar en públic des dels dotze anys, treballant en diverses ciutats departamentals; a Lió va contraure matrimoni amb el tenor Agustín Alejandro d'Herbez, anomenat Saint-Aubin, junt amb el qual fou contractada per l'Òpera de París; després passà a actuar en el teatre de la Comèdia Italiana de la mateixa capital. Hàbil cantant i excel·lent comedianta, creà infinitat de papers i recollí grans aplaudiments arreu de França. Es retirà de l'escena el 1808.